# 宽叶景天
宽叶景天（学名：Sedum fui）是景天科景天属的一个种，是中国的特有植物。分布于中国大陆的四川、云南等地，生长于海拔3,700米至3,800米的地区，多生在林下岩石上及草地上。

## 变种
长萼宽叶景天（学名：Sedum fui var. longisepalum）为景天科景天属宽叶景天的变种。分布在中国大陆的云南等地，生长于海拔3,500米的地区，多生在云杉混交林林缘的岩石上。